# Han Hyo-joo
Han Hyo-joo (kor. 한효주; ur. 22 lutego 1987 w Cheongju) – południowokoreańska aktorka filmowa i telewizyjna, modelka oraz piosenkarka. Najbardziej znana jest z głównych ról w serialach telewizyjnych takich jak Heaven & Earth (2007), Iljimae (2008), Brilliant Legacy (2009), Dong Yi (2010), a którą zdobyła prestiżową nagrodę dla najlepszej aktorki na 47. ceremonii wręczenia nagród Baeksang Arts Awards, W (2016) i Happiness (2021), oraz w filmach Masquerade (2012), który jest jednym z najbardziej dochodowych koreańskich filmów wszech czasów, Cold Eyes (2013), za który otrzymała nagrodę dla najlepszej aktorki na 34. ceremonii wręczenia nagród Blue Dragon Film Awards, Love 911 (2012), The Beauty Inside (2015) i The Pirates: The Last Royal Treasure (2022).

## Wczesne lata i edukacja
Han Hyo-joo urodził się w Cheongju w północnej prowincji Chungcheong. Jej matka była nauczycielką w szkole podstawowej, zanim została inspektorem szkół publicznych, a jej ojciec był oficerem sił powietrznych. Jako dziecko była dobra w sporcie, zwłaszcza w lekkoatletyce. W drugiej klasie liceum przeniosła się do Seulu i uczęszczała do Bulgok High School, pomimo sprzeciwu jej surowego i konserwatywnego ojca. Następnie wstąpiła na Uniwersytet Dongguk, gdzie dołączyła do wydziału teatru i filmu.

## Kariera

### 2003–2006: Początki
Han Hyo-joo została odkryta podczas konkursu piękności dla nastolatek, zorganizowanego przez firmę spożywczą Binggrae w 2003 roku. Rozpoczęła swoją karierę aktorską w sitcomie Nonstop 5 oraz komedii gangsterskiej My Boss, My Teacher. Później Hyo-joo zyskała popularność, grając główną rolę w Spring Waltz, czwartej i ostatniej części serii „dramatów sezonowych” reżysera telewizyjnego Yoon Seok-ho.
W 2006 roku reżyser Lee Yoon-ki obsadził Hyo-joo w głównej roli w swoim niskobudżetowym niezależnym filmie Ad-lib Night, opowiadającym o młodej kobiecie, która odkrywa siebie na nowo podczas niepokojącego nocnego spotkania z nieznajomymi. Za swoją rolę zdobyła nagrody dla najlepszej nowej aktorki na Korean Association of Film Critics Awards i Singapore International Film Festival.

### 2007–2010: Przełomowe role i popularność za granicą
Następnie zagrała w dwóch bardzo udanych projektach telewizyjnych i zyskała sławę - w serialu stacji KBS Heaven & Earth z Parkiem Hae-jinem w 2007 roku oraz w serialu SBS o zamaskowanych poszukiwaczach przygód Iljimae z Lee Joon-gim w 2008 roku. Oba seriale cieszyły się solidnymi wynikami oglądalności w całym kraju przez cały czas emisji, co przyczyniło się do zwiększenia popularności Hyo-joo. Następnie zagrała w kolejnym filmie niezależnym Ride Away, który zadebiutował na Międzynarodowym Festiwalu Filmowym w Jeonju w 2008 roku.
Następnie nakręciła koreańsko-japońską koprodukcję telekina Heaven's Postman, w której wystąpiła także gwiazda muzyki pop Jaejoong z TVXQ. Po kilku przesunięciach premiery, film został wydany w kinach pod koniec 2009 roku i wyemitowany w telewizji w 2010 roku.
Przełomem w karierze Hyo-joo stała się rola w serialu Brilliant Legacy, gdzie wystąpiła u boku Lee Seung-gi. Serial ten odniósł ogromny sukces w 2009 roku, osiągając szczytową oglądalność wynoszącą 47,1%. Dzięki niemu Hyo-joo stała się gwiazdą i po zakończeniu emisji dramatu zaczęła otrzymywać wiele propozycji reklamowych oraz zapytań o wywiady, zwiększając tym samym swoją popularność w całej Azji. W tym samym roku ukończyła swoją główną rolę w dramacie muzycznym Soul Special, który był emitowany na antenie KBS Joy.
W 2010 roku przyjęła tytułową rolę w projekcie z okazji 49. rocznicy powstania stacji MBC, w serialu Dong Yi. Produkcja ta odniosła ogromny sukces zarówno w Korei, jak i w całej Azji. Hyo-joo zdobyła kilka nagród aktorskich za swoją rolę Choi Suk-bin, w tym nagrodę Daesang (Grand Prize) na MBC Drama Awards oraz prestiżową nagrodę dla najlepszej aktorki na Baeksang Arts Awards.

### 2011–2015: Role filmowe

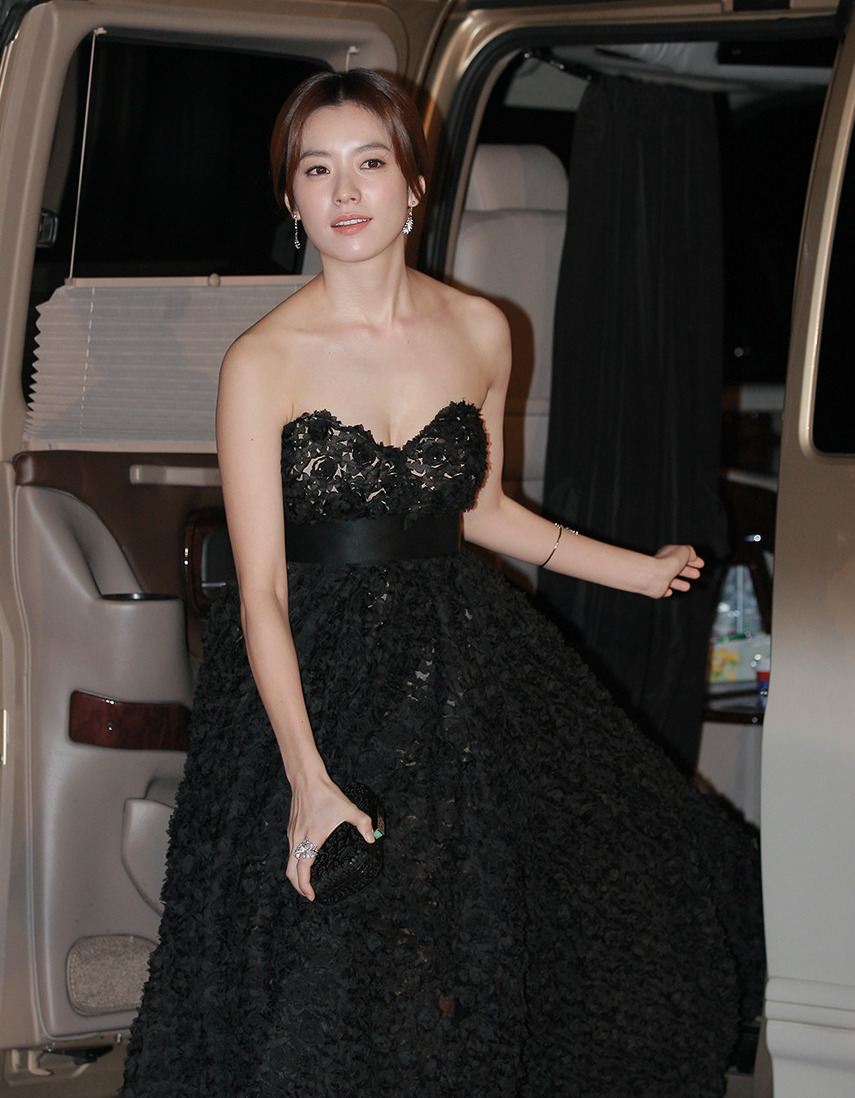
Han Hyo-joo na 34. ceremonii rozdania nagród Blue Dragon Film Awards w listopadzie 2013

W 2011 roku zagrała rolę niewidomej telemarketerki u boku byłego boksera So Ji-sub, w melodramacie Always. Film ten, którego reżyserem był Song Il-gon, miał swoją premierę jako film otwierający Międzynarodowy Festiwal Filmowy w Busan w 2011 roku. Później użyczyła swojego głosu jako narratorka w japońskim filmie My Back Page, który zawierał opisy dźwiękowe i napisy dla osób z niepełnosprawnościami słuchowymi lub wzrokowymi.
Następnie zagrała rolę królowej u boku Lee Byung-huna, który zagrał Gwanghae, w filmie Masquerade z 2012 roku, który stał się jednym z najbardziej dochodowych koreańskich filmów wszech czasów. Po tym pojawiła się w filmie Love 911.
W 2013 roku wystąpiła u boku Sol Kyung-gu i Jung Woo-sunga w thrillerze akcji Cold Eyes, będącym remake'em hongkońskiego filmu Eye in the Sky z 2007 roku. Film ten dominował na listach przebojów po premierze i stał się jednym z największych koreańskich hitów kinowych w 2013 roku. Hyo-joo otrzymała uznanie aktorskie za swoją rolę, zdobywając nagrodę dla najlepszej aktorki na Blue Dragon Film Awards oraz Buil Film Awards.
W 2014 roku Han Hyo-joo i jej partner z filmu Love 911, Go Soo, spotkali się ponownie w krótkim filmie Myohyangsangwan („View of Mount Myohyang”), który opowiada o spotkaniu południowokoreańskiego malarza i północnokoreańskiej kelnerki w restauracji w Korei Północnej. Film ten jest efektem współpracy artystów Moon Kyung-won i Jeon Joon-ho, łącząc w sobie teatralną fabułę, eksperymentalną wizualizację, taniec i performance art.
Następnie spróbowała swoich sił na rynku zagranicznym, występując w swoim pierwszym japońskim filmie Miracle: Debikuro-kun no Koi to Maho, wyreżyserowanym przez Isshina Inudo. Film ten, osadzony w czasie Bożego Narodzenia, jest opowieścią o miłości między miłym pracownikiem księgarni (w tej roli Masaki Aiba z j-popowego zespołu Arashi), a trzema kobietami.
W 2015 roku wystąpiła w musicalu biograficznym C'est Si Bon, która przedstawiała historię grupy muzycznej Twin Folio, aktywnej w latach 60. i 80. XX wieku. Grupa ta słynęła z występów na żywo, a nazwa C'est Si Bon pochodziła od popularnego klubu muzycznego w dzielnicy Mugyo-dong w Seulu z lat 70., gdzie zaczynała swoją karierę. W filmie zagrała muzę zespołu. Następnie pojawiła się w komedii romantycznej The Beauty Inside, gdzie jej postać zakochuje się w mężczyźnie, który każdego dnia zmienia się w inną osobę.
Później w tym samym roku ponownie spotkała się z Yoo Yeon-seokiem i Chunem Woo-hee, którzy byli jej partnerami w The Beauty Inside, aby wystąpić razem w filmie Love, Lies. Film ten opowiada o ostatniej historii gisaeng podczas japońskiej okupacji w latach 40. XX wieku.

### Od 2016: Powrót telewizyjny i rozwój w Ameryce
W 2016 roku powróciła na mały ekran w serialu fantasy stacji MBC W, u boku Lee Jong-suka. Reżyserią zajmował się Jung Dae-yoon, który wcześniej pracował przy serialu She Was Pretty, a scenariusz napisała Song Jae-jung, autorka Nine: Nine Time Travels i Queen In-hyun's Man. Oczekiwania były wysokie, ponieważ był to powrót Hyo-joo na mały ekran po 6 latach. Za swoją rolę w W zdobyła nagrodę Top Excellence na 5. APAN Star Awards i MBC Drama Awards.
W 2018 roku Han zagrała główną rolę w thrillerze Golden Slumber u boku Kang Dong-wona. W tym samym roku po raz kolejny spotkała się z Kang Dong-won, grając główną rolę kobiecą w thrillerze science-fiction Illang: The Wolf Brigade, opartym na japońskim filmie animowanym o tym samym tytule.
W 2019 roku potwierdzono, że Han Hyo-joo zagra w głównej obsadzie amerykańskiego serialu telewizyjnego Treadstone, będącego spin-offem franczyzy Bourne'a wytwórni Universal.
W 2020 roku została obsadzona w japońskim filmie akcji Taiyō wa Ugokanai („The Sun Stands Still”) w reżyserii Eiichiro Hasumi. Opierając się na powieści o tym samym tytule, Hyo-joo wcieliła się w nieuchwytnego i tajemniczego szpiega, który podróżuje po świecie, przeżywając przygody i ukrywając swoje prawdziwe intencje.
W 2021 roku wystąpiła jako członkini antyterrorystycznej drużyny w apokaliptycznym thrillerze dramatycznym Happiness, grając u boku Park Hyung-sika. Reżyserowany przez Ahn Gil-Ho, serial przedstawia dyskryminację klasową, konfliktujące się ludzkie pragnienia i walkę o przetrwanie grupy właścicieli mieszkań w apartamencie w Korei, z powodu tajemniczej epidemii, która zagraża egzystencji mieszkańców miasta.
W 2022 roku wystąpiła u boku Kang Ha-neula i Lee Kwang-soo w The Pirates: The Last Royal Treasure, sequelu przebojowego filmu The Pirates z 2014 roku. Wciela się w rolę Hae-rang, kapitana statku pirackiego. Film oznacza jej powrót do koreańskiego kina po czterech latach od Illang: The Wolf Brigade. W październiku pojawiła się gościnnie w filmie 20th Century Girl, grając dorosłą wersję postaci Kim Yoo-jung.

## Filmografia

### Filmy
| Rok  | Tytuł                                | Tytuł              | Rola             | Uwagi                                |
| Rok  | Angielski                            | Koreański          | Rola             | Uwagi                                |
| ---- | ------------------------------------ | ------------------ | ---------------- | ------------------------------------ |
| 2006 | My Boss, My Teacher                  | 투사부일체         | Yoo Mi-jung      |                                      |
| 2006 | Ad-lib Night                         | 아주 특별한 손님   | Bo-kyung         | film niezależny                      |
| 2008 | Ride Away                            | 달려라 자전거      | Im Ha-jung       | film niezależny                      |
| 2008 | My Dear Enemy                        | 멋진 하루          |                  | cameo                                |
| 2009 | Heaven's Postman                     | 천국의 우편배달부  | Jo Hana / Saki   |                                      |
| 2011 | Always                               | 오직 그대만        | Ha Jeong-hwa     |                                      |
| 2012 | Masquerade                           | 광해, 왕이 된 남자 | Queen            |                                      |
| 2012 | Love 911                             | 반창꼬             | Go Mi-soo        |                                      |
| 2013 | Cold Eyes                            | 감시자들           | Ha Yoon-ju       |                                      |
| 2014 | Miracle: Devil Claus' Love and Magic |                    | Tae So-yeon      | film japoński                        |
| 2014 | View of Mount Myohyang               | 묘향상관           | Oh Yeong-ran     | film krótkometrażowy                 |
| 2015 | C'est Si Bon                         | 쎄시봉             | Min Ja-young     |                                      |
| 2015 | The Beauty Inside                    | 뷰티 인사이드      | Hong Yi-soo      |                                      |
| 2016 | Love, Lies                           | 해어화             | Jung So-yul      |                                      |
| 2018 | Golden Slumber                       | 골든 슬럼버        | Jeon Sun-young   |                                      |
| 2018 | Illang: The Wolf Brigade             | 인랑               | Lee Yoon-hee     |                                      |
| 2021 | The Sun Does Not Move                |                    | Ayako            | film japoński                        |
| 2022 | The Pirates: The Last Royal Treasure | 해적: 도깨비 깃발  | Hae-rang         |                                      |
| 2022 | 20th Century Girl                    | 20세기 소녀        | Starsza Na Bo-ra | specjalne występowanie; Netflix film |
|      | Believer 2                           | 독전2              | Keunkal          | Netflix film                         |

### Seriale
| Rok  | Tytuł            | Tytuł            | Rola                           | Stacja telewizyjna | Uwagi                |
| Rok  | Angielski        | Koreański        | Rola                           | Stacja telewizyjna | Uwagi                |
| ---- | ---------------- | ---------------- | ------------------------------ | ------------------ | -------------------- |
| 2005 | Nonstop 5        | 논스톱 5         | Han Hyo-joo                    | MBC                | odcinki 167, 183-257 |
| 2006 | Spring Waltz     | 봄의 왈츠        | Seo / Park Eun-young           | KBS2               |                      |
| 2007 | Heaven & Earth   | 하늘만큼 땅만큼  | Suk Ji-soo                     | KBS1               |                      |
| 2008 | Iljimae          | 일지매           | Eun-chae                       | SBS                |                      |
| 2009 | Brilliant Legacy | 찬란한 유산      | Go Eun-sung                    | SBS                |                      |
| 2009 | Soul Special     | 쏘울 스페셜      | Jin Mi-ah                      |                    | krótki dramat        |
| 2010 | Dong Yi          | 동이             | Dong-yi (później Choi Suk-bin) | MBC                |                      |
| 2016 | W                | 더블유           | Oh Yeon-joo                    | MBC                |                      |
| 2019 | Treadstone       |                  | So-yun                         | USA Network        | serial amerykański   |
| 2021 | Dramaworld 2     | 드라마월드 시즌2 | Park So-Yun                    | Viki               | cameo                |
| 2021 | Happiness        | 해피니스         | Yoon Sae-bom                   | tvN                |                      |
| 2023 | Moving           | 무빙             | Lee Mi-yeon                    | Disney+            |                      |